# Pegging

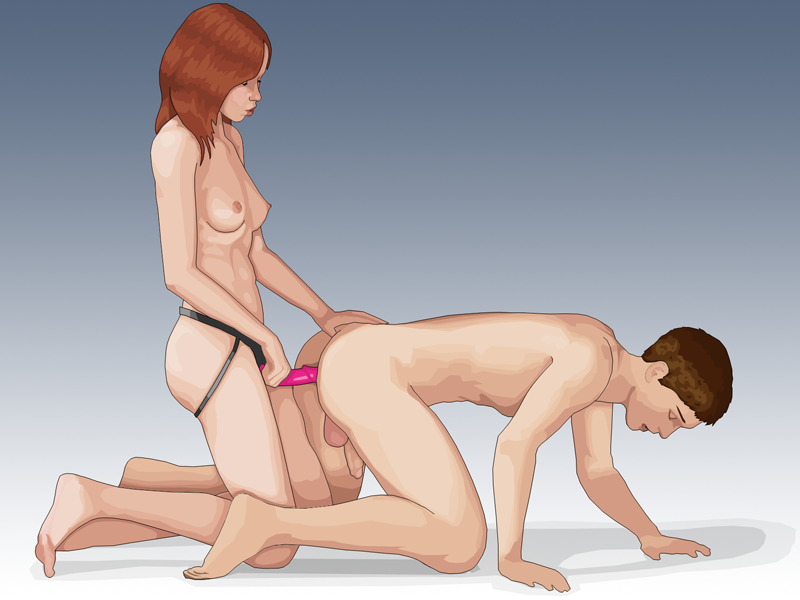
Ilustrace peggingu, při tzv. „psí poloze“ (doggy style), kdy žena se strap-on dildem proniká do partnerova řitního otvoru.

Pegging (někdy též bend over boyfriend či BOB) je sexuální praktika a druh heterosexuálního análního sexu, během něhož žena proniká partnerovi do řitního otvoru prstem, dildem či tzv. strap-on dildem. Řadí se mezi praktiky BDSM a v rámci pornografických filmů se poprvé explicitně objevil ve filmu The Opening of Misty Beethoven z roku 1975.

## Etymologie

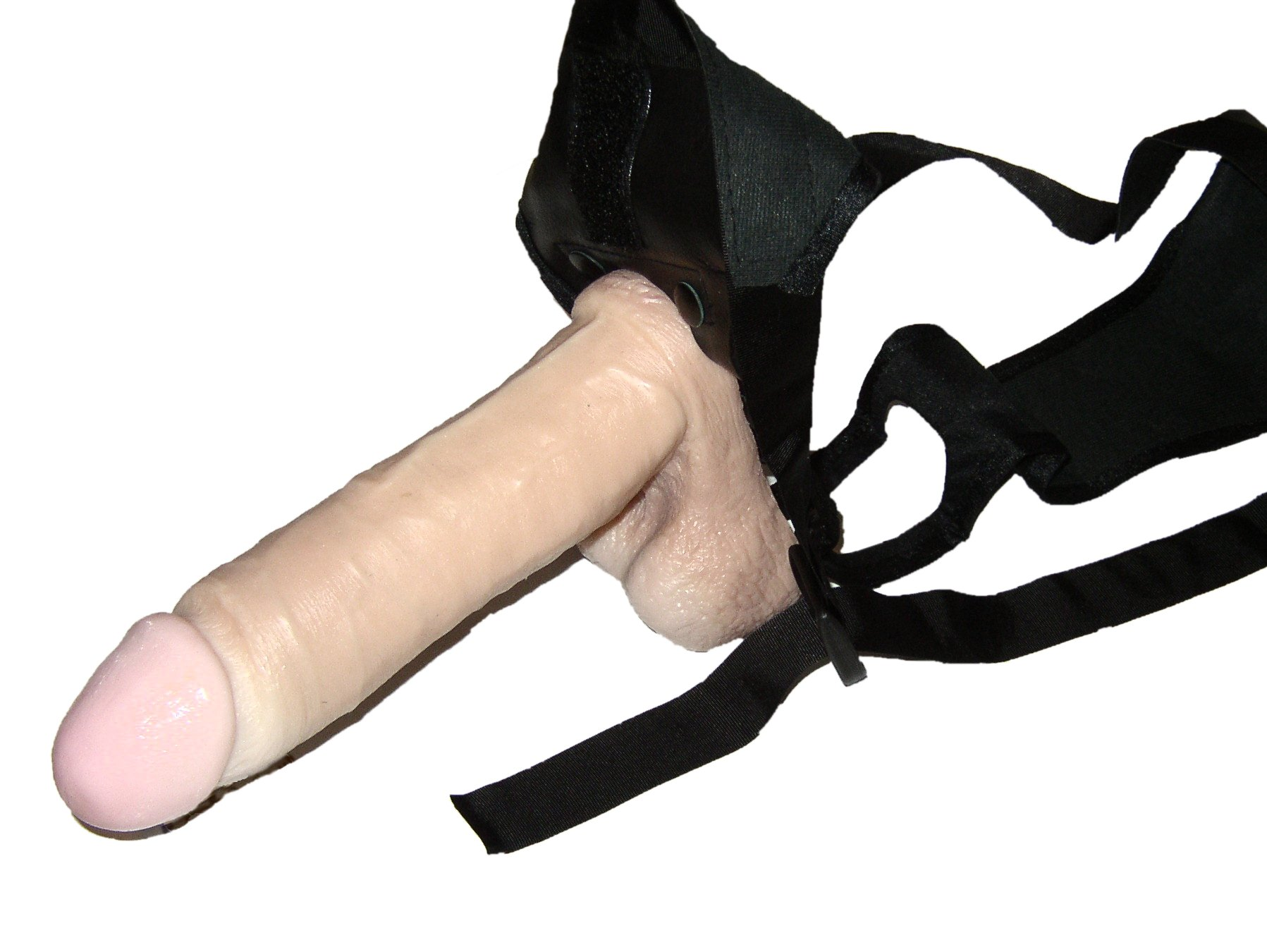
Realistické strap-on dildo

Přestože se název pegging jako označení pro tuto praktiku používá již delší dobu, popularizován byl až v roce 2001, kdy Dan Savage uspořádal v rámci svého sloupku Savage Love anketu o nejfrekventovanější výraz pro tuto praktiku. Kromě tohoto názvu se v angličtině někdy používá výraz bend over boyfriend (česky doslova „ohni přítele“), či jeho zkratka BOB. Tento výraz vychází z 60minutového naučného filmu Bend Over Boyfriend: A Couple's Guide To Male Anal Pleasure z roku 1998, který je návodem pro heterosexuální anální sex při vyměněných partnerských rolích.

## Postup
Jelikož řitní otvor postrádá přirozenou vlhkost, je u této praktiky, jakožto u jakéhokoli análního sexu, nutné používat lubrikační gel. Postup se neliší od klasického análního sexu, kde je pasivním účastníkem žena a muž plní roli aktivní. Základem je uvolnění análního svěrače, kterého se dosáhne masáží řitního otvoru nalubrikovaným prstem (žena může mít latexovou rukavici či přes prst kondom) a následnou penetrací prstem. Když je patrné uvolnění svěrače, může být přidán další prst, případně lze použít speciální anální dildo. Při následném plném uvolnění svěrače lze použít nalubrikované klasické dildo či strap-on dildo (tzv. připínací dildo), kterým partnerka pronikne do partnerova řitního otvoru. Při peggingu lze použít různé sexuální pozice obdobně jako při vaginálním pohlavním styku, avšak při tzv. poloze „zezadu“ (jinak též „psí poloze“, anglicky: doggy style) je lepší možnost stimulace prostaty.